# ディアドラ (イタリアの企業)
ディアドラ（Diadora）は、イタリアのスポーツ用品メーカーである。1948年に登山靴メーカーとして創業した。
現在は世界75カ国以上でサッカー、テニス、ランニング、サイクリング、モータースポーツ、ライフスタイルなどあらゆるジャンルを展開する。また、「ディアドラ・ユーティリティ」ブランドで安全靴なども展開している。マルチェロ・ダニエリによって創業された。
企業名となっている「DIADORA」は古代ギリシャ語で「神より賜れし至上の贈りもの」という意味である。
日本では「ディアドラ・ユーティリティ」ブランドに関して安全靴ブランドの「ドンケル」が代理店となっていたが、2022年12月末をもってライセンス契約を終了。なお、スポーツ関連は「ディーエムアール」が代理店だったが、契約満了に伴い2021年5月末を以って撤退した。
また、かつては愛知県一宮市にある一宮市総合体育館の3つのアリーナのうち1つの命名権を、DIADORAの日本代理店であったディーエムアールの親会社のモリリン（本社・一宮市）が取得し、2011年（平成23年）4月の開設から2020年（令和2年）末まで、最大規模の第1競技場をDIADORAアリーナと命名した。
ベン・ジョンソンのスポンサーになっており、1987年世界陸上選手権でジョンソンが9秒83の世界記録（後に抹消）を出したことから飛躍的にセールスが伸びた。